# Siwan
Siwan là một thành phố và khu đô thị của quận Siwan thuộc bang Bihar, Ấn Độ.

## Địa lý
Siwan có vị trí 25°08′B 83°53′Đ / 25,13°B 83,88°Đ Nó có độ cao trung bình là 77 mét (252 feet).

## Nhân khẩu
Theo điều tra dân số năm 2001 của Ấn Độ, Siwan có dân số 108.172 người. Phái nam chiếm 53% tổng số dân và phái nữ chiếm 47%. Siwan có tỷ lệ 63% biết đọc biết viết, cao hơn tỷ lệ trung bình toàn quốc là 59,5%: tỷ lệ cho phái nam là 69%, và tỷ lệ cho phái nữ là 55%. Tại Siwan, 15% dân số nhỏ hơn 6 tuổi.